# Hermannskogel
Hermannskogel ( [ˈhɛʁmansˌkoːɡl̩] ?) er et bjerg i Wien, 542 meter over havet, og er dermed Wiens højeste punkt. Det udgør en del af Wiens grænse mod Niederösterreich. Tre kilometer øst for Hermannskogel ligger Kahlenbjerget og Leopoldbjerget. Det var her indsatshæren fra Sachsen, der bidrog til tyrkernes tilbagetrækning efter den anden tyrkiske belejring af Wien, satte ind. 
På toppen af bjerget ligger "Habsburgwarte", et 27 meter højt tårn udformet som et fæstningstårn, åbnet i 1889